# 아화역
아화역(Ahwa station, 阿火驛)은 경상북도 경주시 서면 심곡리에 있는 중앙선의 철도역이다.

## 역사
- 1918년 11월 1일 : 배치간이역으로 영업 개시[1]
- 1919년 6월 1일 : 보통역으로 승격
- 1939년 6월 1일 : 표준궤로 개량
- 1990년 1월 1일 : 수소 화물 취급 중지[2]
- 1994년 1월 1일 : 소화물 취급 중지[3]
- 1997년 6월 1일 : 배치간이역으로 격하(임포역 관리)[4]
- 2004년 12월 10일 : 무배치간이역으로 격하[5]
- 2008년 1월 1일 : 여객 취급 중지
- 2018년 11월 1일 : 개업 100주년
- 2021년 12월 28일 : 아화리에서 심곡리로 역사 이전. 건천역과 통합하여 여객 취급 재개 및 배치간이역으로 승격.
- 2022년 7월 31일 : 태화강행 무궁화호 정차 개시
- 2022년 11월 5일 : 누리로 정차 개시
- 2024년 9월 26일 : ITX-마음 운행개시

## 승강장
| ↑영천    |
| \| ２ \| |
| 서경주↓  |

| 1 | 동해선 | 누리로▪︎ITX-마음▪︎무궁화호 | 동대구 방면      |
| 2 | 동해선 | 누리로▪︎ITX-마음▪︎무궁화호 | 포항▪︎태화강 방면 |

## 경주삼각선
2021년 12월 28일에 완공이 되어 건천읍에서 동해선과 분기해 서경주역 방면 중앙선을 잇는 새 삼각선이다.

## 인접한 역
| 동해선           | 동해선          | 동해선           |
| ---------------- | --------------- | ---------------- |
| 영천 청량리 방면 | 무궁화호 중앙선 | 서경주 포항 방면 |
| 동해선 · 대구선  |                 |                  |
| 영천 동대구 방면 | ITX-마음 동해선 | 서경주 포항 방면 |
| 영천 동대구 방면 | 누리로 동해선   | 서경주 포항 방면 |
| 영천 동대구 방면 | 누리로 동해선   | 경주 태화강 방면 |